# Болхунский сельсовет
Болхунский сельсовет (встречаются названия Болхуновский), после 2012 года — сельсовет село Болхуны — сельсовет на территории Астраханской области.

## История
Впервые упоминается в 1921 году в составе Болхунской волости Енотаевского уезда Астраханской губернии.
В 1925 году в Астраханской губернии были упразднены уезды и волости, вместо них образованы районы и сельсоветы. Болхунский район, в состав которого вошёл и Болхунский сельсовет, был образован в июле 1925 года из волостей Болхунской и Золотухинской Енотаевского уезда. 
21 мая 1928 года было принято решение об упразднении Астраханской губернии и передачи её территории в состав образуемой Нижне-Волжской области. В июне того же года Болхунский сельсовет
упразднённого Болхунского района вошёл в состав Владимировского района Астраханского округа.
30 июля 1930 года Астраханский округ, как и большинство остальных округов СССР, был упразднён. Владимировский район в числе других отошёл в прямое подчинение Нижне-Волжского края. 10 января 1934 года Нижне-Волжский край был разделён на Саратовский и Сталинградский края. Таким образом, Владимировский район перешёл в состав Сталинградского края. 5 декабря 1936 года Сталинградский край был преобразован в Сталинградскую область, в состав которой вошёл и Владимировский район. 16 июля 1937 года для удобства управления отдалёнными районами Сталинградской области вновь образован Астраханский округ, в состав которого вошёл и Владимировский район. 27 декабря 1943 года Астраханский округ преобразован в самостоятельную Астраханскую область. В 1975 году Владимировский район переименован в Ахтубинский.
Согласно классификатору ОКАТО в 2012 году административно-территориальная единица «Болхунский сельсовет» была переименована в сельсовет «село Болхуны».

## Населённые пункты
В списке населённых пунктов сельсовета в 1928 году значатся следующие сельсоветы и населенные пункты: село Болхуны, хутора 2 сотня, Абрамов, Бабаков бащ., Верхний Баскунчак, Бобров угол, Богдо, Бол. Лощина, Бордаков, Ветла, Войкин, Воронин, Ворота, Вырезной участок, Вязовская грива, Ганжироват, Герасимов, Глазков, Гончаровые сады, Горелык, Гусевский, Дарюшка, Дричково, Дробахино, Дунцев, Жигалов, Заводки (зим.), Зайчик, Затаульский, Кабанов, Казённый угол, Калмыцкий, Карасевский, Книжников, Книжников, Колесников, Коможный, Коробцов, Костыренко, Коташовский, Кошманов, Круглый, Крутенький, Кузыченко, Кунцев, Куток, Лаврынино, Лайково (займище), Лайково (степь), Лесная дача.
На 1 января 1936 года в состав сельсовета входили следующие населённые пункты:
- хутор Бобров;
- село Болхуны, административный центр;
- хутор Вырезной,
- хутор Вязовая Грива,
- Дубинин,
- Дарашов,
- Жигилкин,
- Кабаков,
- Казенный угол,
- Колесников,
- Кашманов,
- Куличка,
- Метелкин,
- Пескунов,
- Теплица,
- Урухудук,
- Холодная,
- Холодный,
- Чёрная Роща,
- Яр Герасимов.

В документах встречаются упоминания ещё нескольких исчезнувших хуторов в составе Болхунского сельсовета: Бабуркин (указан в списке населённых пунктов за 1939 год, с 1940 года в учётных данных не числится), Бобров (1951, 1961), Бугрянский (1951, 1968).
По состоянию на 1995 год в составе сельсовета находился только один населённый пункт — село Болхуны. После этого состав сельсовета не изменялся.

## Население
На 1 января 1936 года в сельсовете насчитывалось 1293 хозяйства, проживало 5240 человек, преобладающая национальность — русские. В селе Болхуны, административном центре, находилась больница, врачебный участок, средняя школа.